# Lucien Gagnon
Pour les articles homonymes, voir Gagnon.
Lucien Gagnon, né le 8 janvier 1807 à La Prairie (Bas-Canada) et mort le 7 janvier 1842, à Champlain (New York), aussi nommé Julien Gagnon, fut un agriculteur et un partisan patriote du Bas-Canada. Il prit part à la rébellion des Patriotes et participa à la création de l'Association des frères chasseurs.

## Biographie
Né à La Prairie, au Bas-Canada, Gagnon fut un agriculteur prospère à la Pointe-à-la-Mule, dans la paroisse de Saint-Valentin. Le 23 octobre 1837, il participa à l'assemblée des six-comtés à Saint-Charles. Selon Laurent-Olivier David, c'est en quittant ce rassemblement qu'il devint convaincu de la nécessité d'une insurrection au Bas-Canada.
En novembre 1837, avec Cyrille-Hector-Octave Côté, Édouard-Étienne Rodier et Ludger Duvernay, il traversa la frontière avec les États-Unis et rejoignit la ville de Swanton, au Vermont. À la fin de novembre, Gagnon retourna au Bas-Canada et se rendit à Saint-Valentin et dans les paroisses environnantes pour y recruter des sympathisants. Avec une soixantaine d’hommes, il revint à Swanton. Le 6 décembre, Gagnon et ses hommes tentèrent une nouvelle incursion, à Moore’s Corner. Cette bataille fut une défaite pour le camp patriote. Gagnon en sortit blessé, mais réussit à s’enfuir et se réfugier à Swanton. Il fut bientôt rejoint par sa femme et ses huit enfants, qui avaient été chassés de leur ferme incendiée par des volontaires rattachés à l’armée britannique.
Le 28 février, il tenta d'entrer au Bas-Canada accompagné de Cyrille-Hector-Octave Côté, Robert Nelson et d'un groupe de 300 à 400 hommes. Ils furent alors arrêtés à la frontière par des troupes américaines et jugés pour avoir enfreint les lois sur la neutralité, mais ils furent rapidement libérés par le jury parce qu'ils seraient entrés au Bas-Canada sans armes. C'est à la suite de cet échec que Côté, Nelson et Gagnon fondèrent l’Association des frères chasseurs, une organisation paramilitaire secrète.
Au printemps et à l'été 1838, Gagnon parcourut les comtés de La Prairie, Chambly, Beauharnois et L'Acadie pour y mettre sur pied des loges des Frères chasseurs, en préparation d'un soulèvement en automne. En novembre 1838, il participa à certaines opérations militaires, dont la bataille d'Odelltown du 9 novembre. Celle-ci s'avéra un autre échec, ce qui força Gagnon à retourner se réfugier aux États-Unis. Atteint de la tuberculose, il y décéda le 7 janvier 1842.